# Farmakonom
En farmakonom (eller lægemiddelkyndig fra græsk phármakon "lægemiddel" + nom "kyndig") er en 3-årig sundhedsuddannelse. Farmakonomer er hovedsageligt beskæftiget i apoteks- og sygehusvæsenet, i lægemiddel- og medicinalindustrien. Farmakonomuddannelsen findes kun i Danmark. Den engelske betegnelse for farmakonom (lægemiddelkyndig) er Pharmaconomist. Titlen er beskyttet.

## Farmakonomuddannelsen
Farmakonomuddannelsen er samlet set vurderet til at være på niveau 6 i Kvalifikationsrammen for Livslang Læring. Det vil sige, at uddannelsen niveaumæssigt svarer til en professionsbacheloruddannelse. Uddannelsen er normeret til 3 år svarende til 180 ECTS-point. Hvert år optages omkring 260 nye studerende på Farmakonomskolen Pharmakon – Danish College of Pharmacy Practice i Hillerød.

### Farmakonomuddannelsens profil og formål
Ifølge Uddannelsesordningen for farmakonomuddannelsen af september 2007 er farmakonomstudiets overordnede formål at kvalificere de studerende til efter endt uddannelse at handle helhedsorienteret, problemløsende, situationsbestemt og udviklingsorienteret i forhold til apotekets rolle og opgaver efter gældende regler og standarder ved at:
- vurdere og formidle faglig viden
- arbejde for forbedret sikkerhed og livskvalitet for apotekets brugere
- arbejde systematisk, metodisk og kvalitetsbevidst
- arbejde selvstændigt, fleksibelt, ansvarsbevidst og etisk forsvarligt og
- arbejde ud fra en bevidsthed om egne faglige og personlige kompetencer.

- kunne udøve klinisk farmaci, herunder kunne varetage lægemiddeldistribution og rådgive
- om lægemidler, under hensyntagen til lægemiddelformulering, samt rådgive om lægemiddelbeslægtede2
- produkter og egenomsorg
- kunne gennemføre sundhedsfremmende og sygdomsforebyggende ydelser
- kunne indgå i kvalitetsstyring af apotekets opgaver samt være bevidst om betydningen af kvalitetsudvikling
- være bevidst om, hvordan værdier og normer har betydning for farmakonomens rolle og ansvar
- være bevidst om apotekets rolle i samfundet, både som en del af sundhedssektoren og
- som virksomhed, herunder kunne deltage i apotekets økonomiske samt ledelses-, markedsførings-,arbejdsmiljø- og samarbejdsmæssige opgaver
- være bevidst om betydningen af kvalitetssikring af lægemidler.

### Adgangskrav, fag og prøver
Adgangskrav
- Studentereksamen (stx), højere forberedelseseksamen (hf), højere teknisk eksamen (htx), højere handelseksamen (hhx), eux-uddannelse (eux) eller international baccalaureate (IB)
- Gymnasialt indslusningskursus for fremmedsprogede (GIF)

Farmakonomskolen anbefaler et snit på minimum 4 fra den adgangsgivende uddannelse samt minimum karakterer 4 i dansk og 4 i matematik.
- Social- og sundhedsassistentuddannelsen (bestået efter 1. maj 2003)

## Fag på farmakonomuddannelsen
Medicinsk-farmaceutiske fag (78 ECTS)
- Anatomi og fysiolog
- Patologi
- Almen farmakologi
- Speciel farmakologi
- Farmaci

Samfundsfarmaceutiske fag (48 ECTS)
- Medicinsk sociologi
- Lovforståelse
- Sundhedsøkonomi
- Klinisk farmaci
- Sundhedsfremme og sygdomsforebyggelse.

Humanistiske fag (25 ECTS)
- Psykologi
- Etik
- Kommunikation,
- Pædagogik
- Formidling.

Organisation og ledelse (16 ECTS)
- Organisation
- Ledelse og samarbejde,
- Markedsføring og salg
- Logistik
- Arbejdsmiljø
- Kvalitetsstyring.

Metode (5 ECTS)
Valgfag (8 ECTS)
Prøver
Prøver på 1. år:
- Basisviden - Skriftlig flerfaglig prøve

Prøver på 2. år:
- Rådgivning 1 - Mundtlig tværfaglig prøve

Prøver på 3. år:
- Apoteket - Skriftlig tværfaglig prøve
- Rådgivning 2 - Mundtlig tværfaglig prøve
- Aflevering af skriftligt projekt i valgfrit emne

Prøve, løbende fra 1. til 3. år:
- Præsentationsportfolio - skriftlige tværfaglige opgave

## Farmakonomers profession
Ansættelse på privat apotek:
Langt størstedelen af farmakonomerne er beskæftiget på privat apotek. Farmakonomerne giver faglig rådgivning om receptmedicin og håndkøbsmedicin samt vejleder kunderne om brugen af medicin.
Industrien:
Herunder life science industrien, almen lægepraksis, konsulentbranchen og i medicinalgrossistfirmaer
Kommunerne:
Arbejde med blandt andet medicinhåndtering og sundhedsydelser
Regionerne:
Klinisk farmaci og produktion af lægemidler, bidrager til medicinsikkerheden, indkøb af lægemidler og logistik på sygehuse.
Staten:
For eksempel i Lægemiddelstyrelsen, Statens Seruminstitut med eksempelvis kontrol af life science industrien

## Farmakonomers efter- og videreuddannelse
- Sundhedsfaglig kandidatuddannelse (KU)
- Master of Public Health (KU)
- Master of Medicines Regulatory Affairs (KU og Atrium)
- Diplomuddannelser
- HD
- Bachelor/Kandidat i Farmaci (KU, SDU)